# Parafia św. Jana Brebeuf w Niles
Parafia św. Jana Brebeuf w Niles (ang. St. John Brébeuf's Parish) – parafia rzymskokatolicka położona w Niles w stanie Illinois w Stanach Zjednoczonych.
Jest ona wieloetniczną parafią położona w północnej części hrabstwa Cook, z mszą św. w j. polskim dla polskich imigrantów.
Parafia została poświęcona św. Janowi de Brébeuf.

## Szkoły
- St. John Brebeuf School[1]